# Naschmarkt
Il Naschmarkt è una piccola piazza nel centro della città di Lipsia in Germania. Deve il suo nome a un tempo in cui qui si commerciava la frutta, che all'epoca era considerata anche una leccornia. Oggi funge da ristorante all'aperto nei mesi più caldi dell'anno, mentre prima di Natale ospita parte del mercatino di Natale.

## Posizione e forma

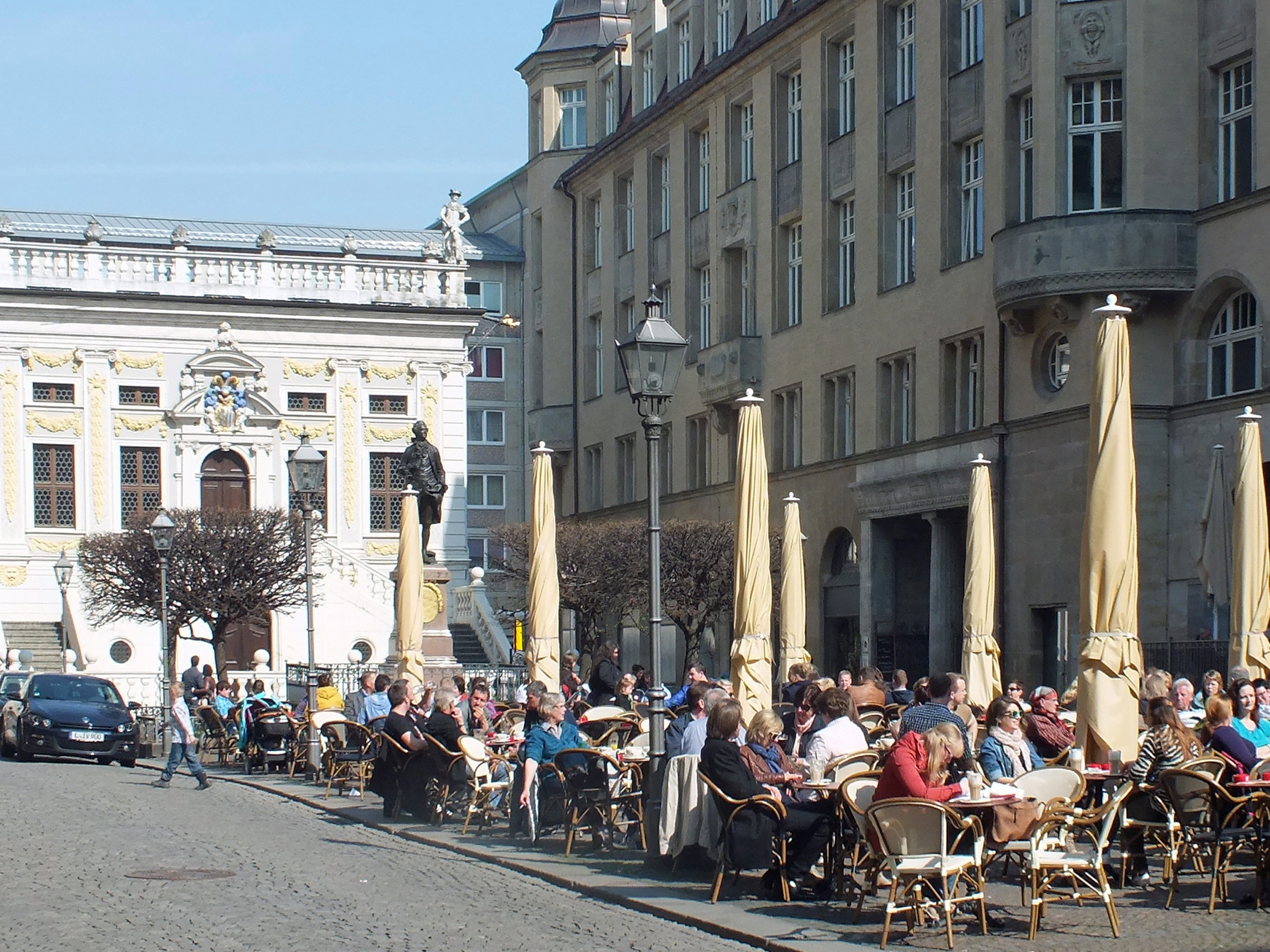
Una giornata di inizio primavera al Naschmarkt 2014

Il Naschmarkt si trova dietro il Municipio vecchio tra Grimmaische Strasse e Salzgäßchen. Forma una stretta piazza lunga 90 metri e larga circa 20 metri, che si apre leggermente verso nord.
All'estremità nord si trova l'edificio del Alte Handelsbörse in stile barocco e di fronte, in una piccola area verde, si trova una statua di Goethe, raffigurante il giovane Johann Wolfgang von Goethe (1749–1832). Poi c'è l'area utilizzabile della piazza, prima che finisca in Grimmaische Strasse con la Fontana del Leone. Il lato est della piazza, di fronte al Vecchio Municipio, è delimitato dall'edificio Handelshof, oggi Steigenberger Grandhotel Leipzig con il ristorante ALEX nel Burgkeller. Un passaggio dal Naschmarkt attraverso il Vecchio Municipio conduce alla piazza del mercato e un altro attraverso l'Handelshof in Reichsstrasse.

## Storia
Il Naschmarkt fu creato nel 1556 quando fu costruito il Vecchio Municipio, quando grandi aree di vecchi edifici vennero demolite. Veniva utilizzato per il commercio di generi alimentari, ma anche per spettacoli pubblici come quelli della compagnia teatrale di Friederike Caroline Neuber. Fino al 1679, qui si trovavano le cosiddette bancarelle di aringhe per la vendita di pesce salato, che portarono al nome di «mercato delle aringhe».
Successivamente, qui venne costruito il Alte Handelsbörse, che era già in uso come edificio incompiuto nel 1679 e fu completata nel 1687. Di fronte, nel 1688 fu eretta la Fontana di Ercole con una statua di Ercole. Intorno al 1820, la fontana fu spostata sul bordo meridionale della piazza e ridisegnata come fontana dei leoni con leoni di bronzo su progetto di Johann Gottfried Schadow (1764–1850). Quando la fontana fu ricostruita nel suo aspetto attuale nel 1918 da Hugo Licht (1841–1923), le parti in legno furono sostituite con pietra e i leoni di Schadow furono mantenuti.
Dal 1703 in poi il Naschmarkt era il luogo d'incontro centrale dei portatori di portantine, 24 portatori per 12 portantine.

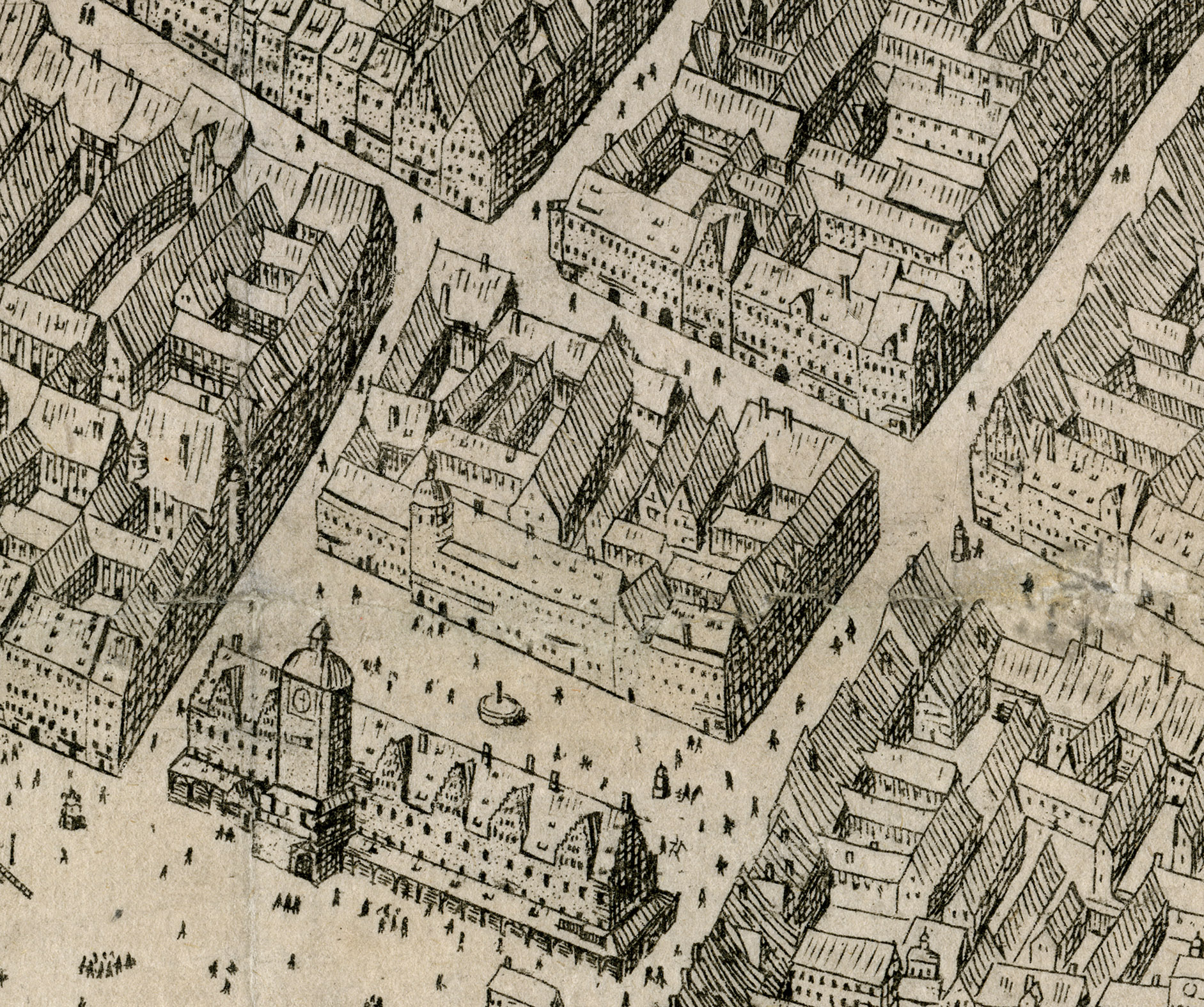
Il Naschmarkt 1646
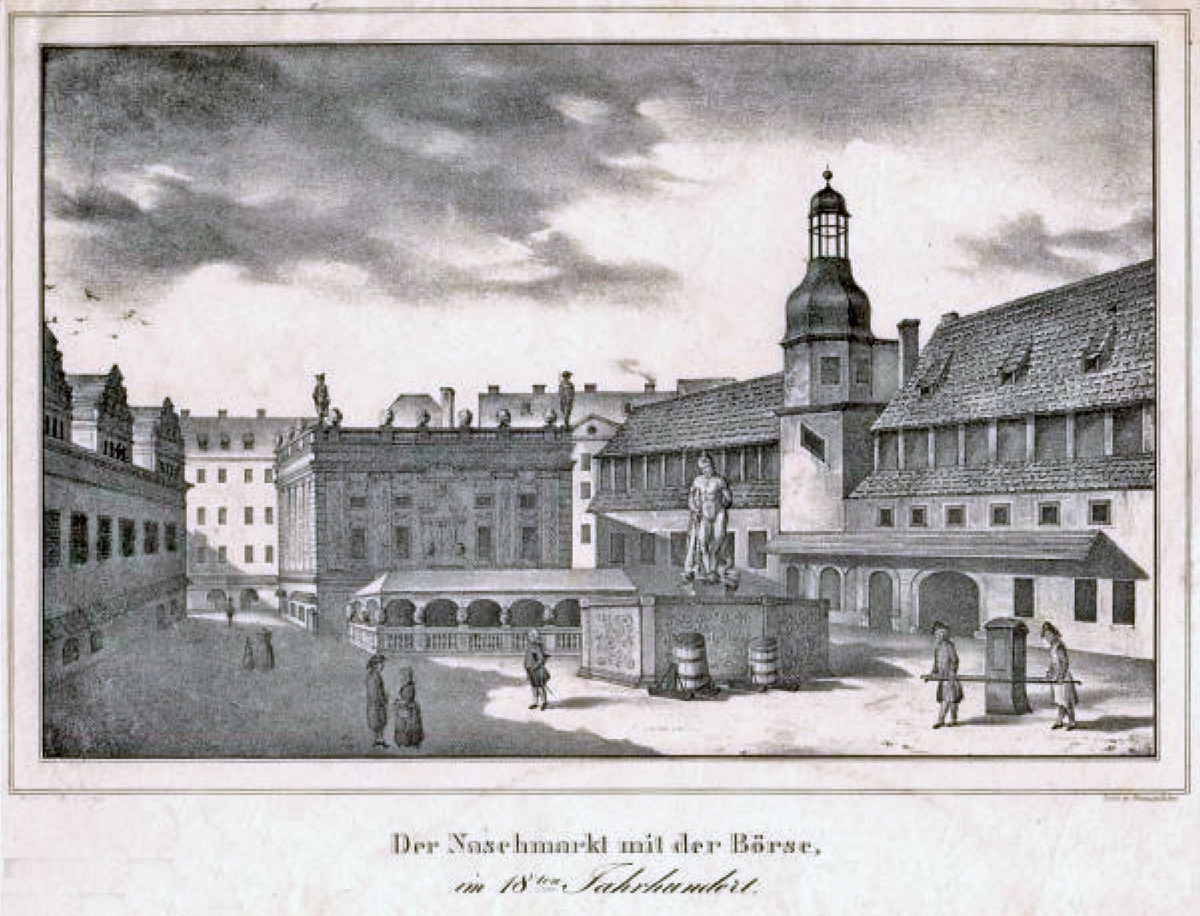
Il Naschmarkt prima del 1800 con portantine
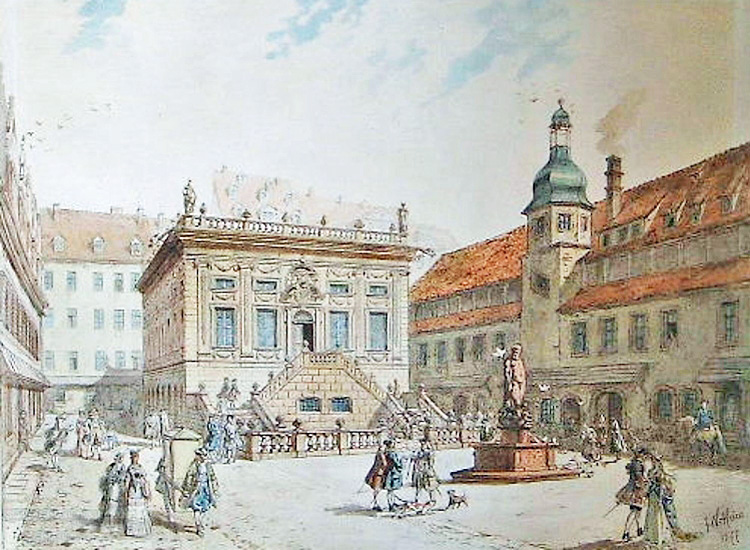
1800 – con torre del debitore e fontana di Ercole
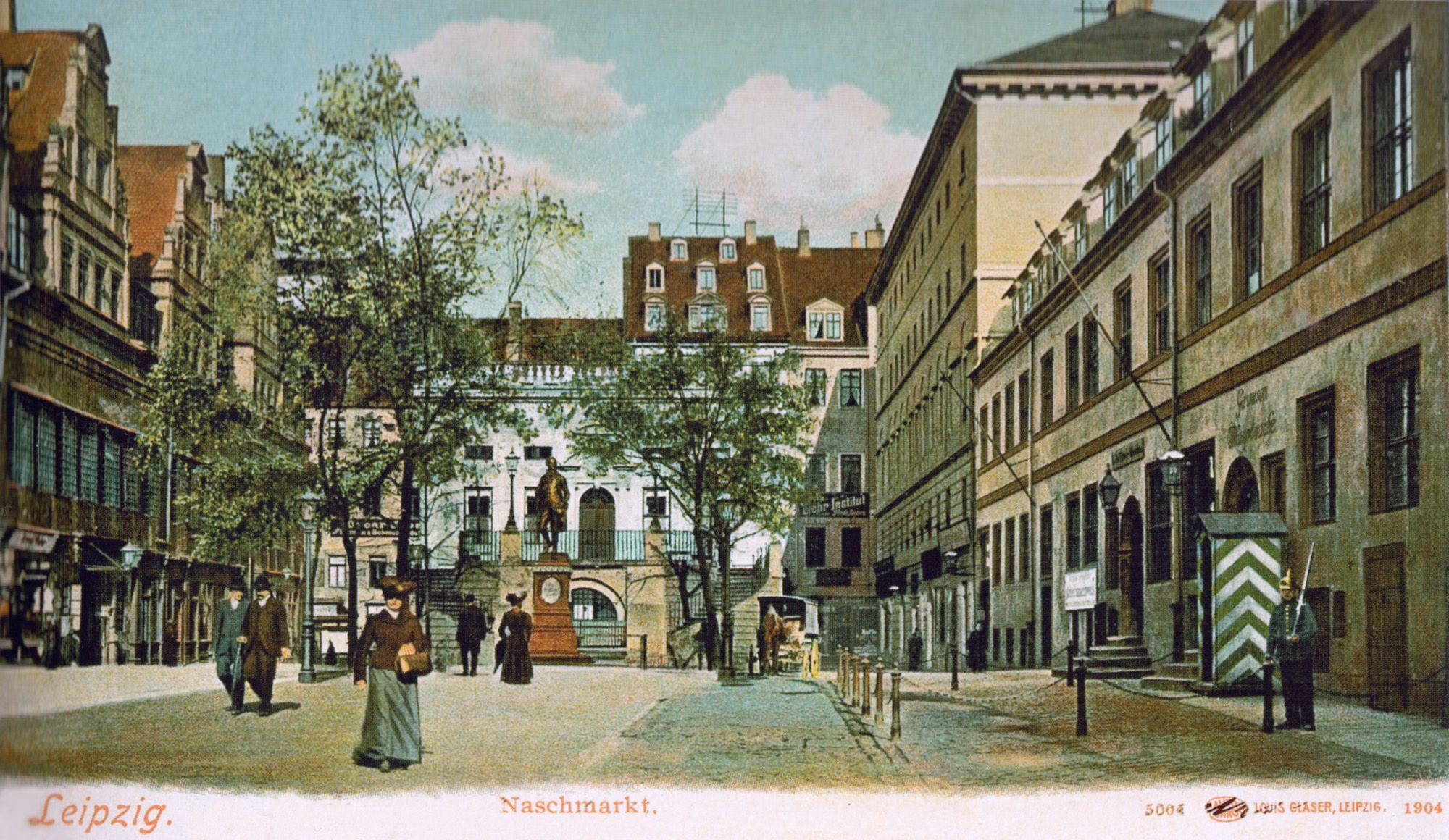
1904 – con magazzino e stazione di polizia
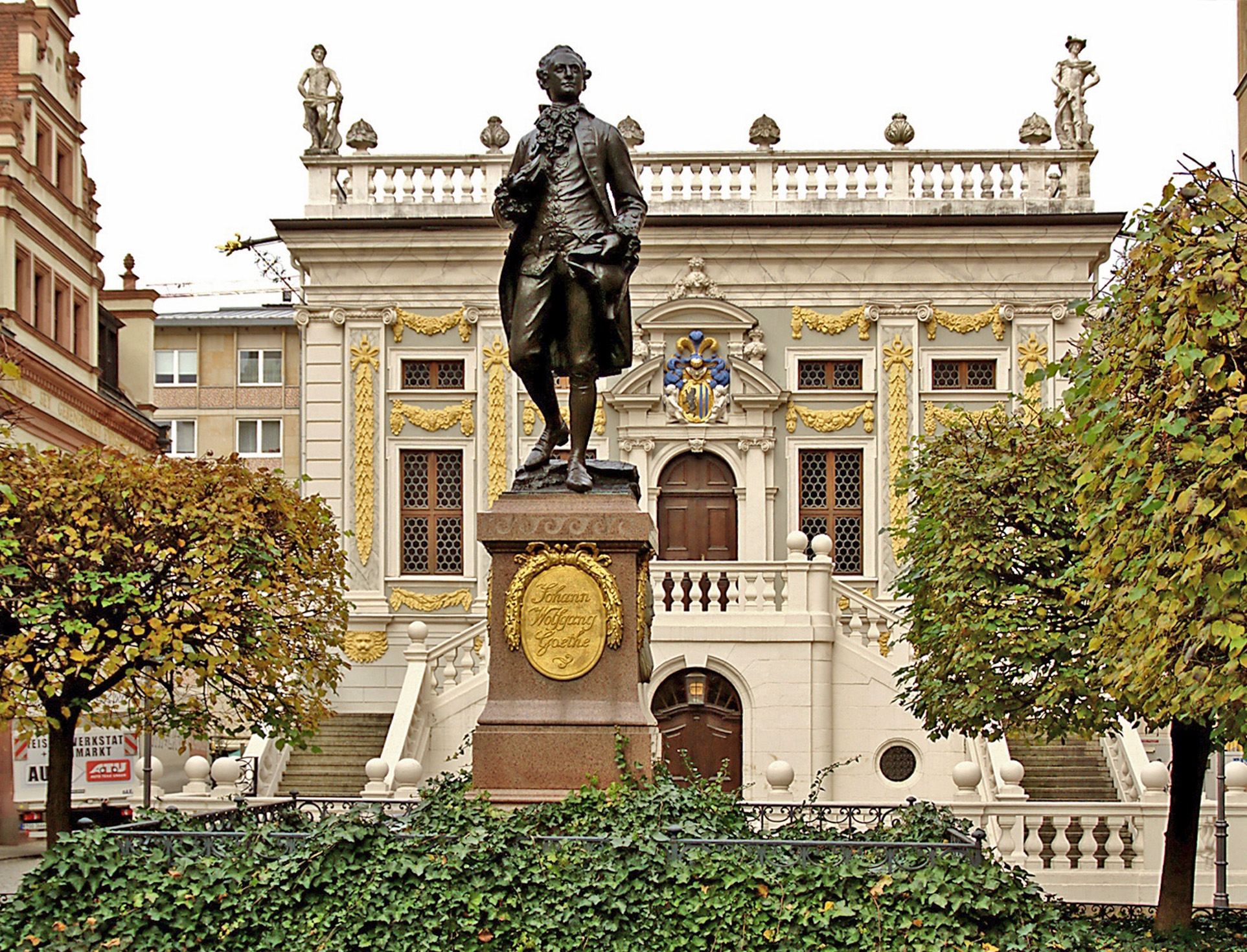
La statua di Goethe del 1903
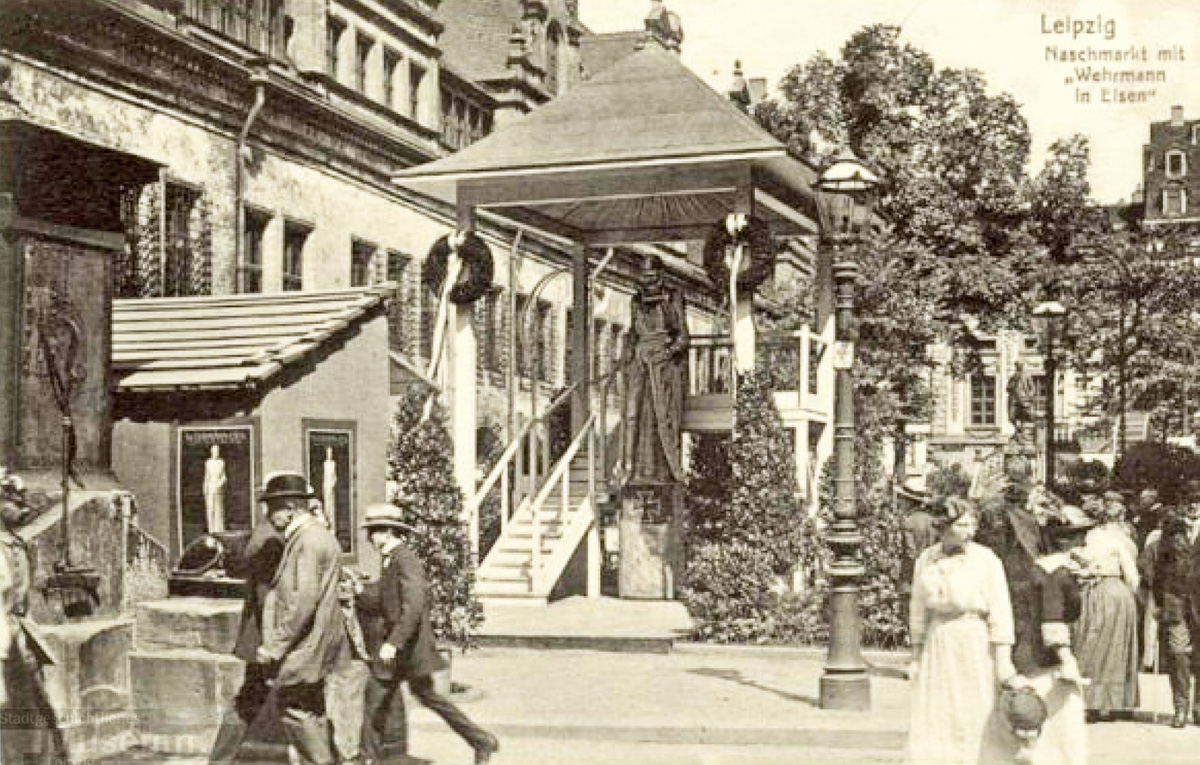
Il soldato in ferro 1915

Dalla seconda metà del XVI secolo, il lato est della piazza era stato edificato con diversi edifici di istituzioni comunali sul sito dell'ex isolato Burgkeller (cantina cittadina): la cucina (1565), il negozio di scarpe e pellicce (1572) e i banconi del pane e della carne (1578). C'era anche una torre con alcune celle di detenzione. Questa e la parte settentrionale lasciarono il posto allo Stockhaus, una prigione del centro città, all'inizio del XIX secolo e nel 1830 la sala di guardia della guardia municipale di Lipsia si trasferì nell'edificio vicino, insieme alla polizia e alle autorità fiscali. Nel 1903, la statua di Goethe fu creata da Carl Seffner (1861-1932) di fronte alla borsa, commemorando il periodo dal 1765 al 1768 in cui Goethe fu studente a Lipsia. Nel 1908/1909 l'intero lato est venne sostituito dal nuovo edificio fieristico Handelshof.
Nel 1877, la fine del Naschmarkt sembrava essere decisa, quando fu incorporato in un edificio comunale più grande, che non fu mai costruito. Nel 1915, il «Wehrmann in Eisen» (soldato in ferro), una scultura creata da Mathieu Molitor (1873-1929), si trovava sulla piazza per raccogliere donazioni di guerra per la prima guerra mondiale. Il Naschmarkt fu anche colpito dal bombardamento del 4 dicembre 1943 e la borsa bruciò completamente. I lavori di restauro furono completati nel 1962. Tra il 1992 e il 1995, l'edificio fu ampiamente ristrutturato, con grande enfasi posta sul colore della facciata e sulle vetrate delle finestre nello stile del XVII secolo.